# 白清才
白清才（1932年11月—2016年11月6日），山西五台县五台人；中华人民共和国政治人物。1955年10月加入中国共产党，是中共第十四屆中央委员。曾任陕西省人民政府省长，中华全国供销合作总社党组书记、理事会副主任，第九届全国人大常委会委员、全国人大环资委副主任委员。

## 经历
白清才1949年6月加入中国新民主主义青年团；并进入中国人民银行山西省分行工作，历任分行职员、股长、秘书；1959年，调山西省财政贸易委员会工作；1964年，被派赴山西定襄县神山大队，主持当地的“四清”工作；文化大革命前期，曾受到冲击。
1970年，恢复工作后，白清才逐获重用；曾历任山西省计委办公室副主任、主任，中共平鲁县委副书记，省委财贸部副部长、省财委副主任；1981年，出任中共晋东南地委常务书记；1983年4月，升任山西省人民政府副省长、兼省计委主任；1985年4月，被任命为中共山西省委常委、山西省人民政府常务副省长。
1990年，白清才离开家乡，调任中共陕西省委副书记；同年4月，当选陕西省人民政府省长；1994年12月上调中央，负责筹组恢复设立的全国供销合作总社，后出任全国供销总社副主任、党组书记；1998年3月，第九届全国人大第一次会议上，他当选全国人民代表大会常务委员会委员、全国人大环境与资源保护委员会副主任委员。2003年，届满离休。
2016年11月6日，白清才在山西省病逝。